# Sejłowszczyzna
Sejłowszczyzna (biał. Селаўшчына; ros. Селовщина) – wieś na Białorusi, w obwodzie brzeskim, w rejonie bereskim, w sielsowiecie Bereza.
W dwudziestoleciu międzywojennym leżała w Polsce, w województwie poleskim, w powiecie prużańskim.